# Tweede klasse 1924-25 (voetbal België)
Het seizoen 1924/25 was de elfde editie van de Belgische Tweede Klasse en ging van start in september 1924 en eindigde in april 1925. De officiële naam destijds was Promotion (Bevordering of Promotie). De competitie was opgesplitst in twee reeksen van 14 ploegen. Tilleur FC werd winnaar in reeks A en CS Verviétois in reeks B.  Beide ploegen promoveerden samen met RC Malines naar de ere-afdeling.

## Gedegradeerde teams
Deze teams waren gedegradeerd uit de Ere-Afdeling voor de start van het seizoen:
- RC Malines (12e) degradeerde na vijf seizoen in Ere-Afdeling.
- CS Verviétois (voorlaatste) degradeerde na zeven seizoenen in Ere-Afdeling.
- RFC Liégeois (laatste) degradeerde na één seizoen in Ere-Afdeling.

## Gepromoveerde teams
Acht clubs waren gepromoveerd uit de regionale afdelingen voor de start van het seizoen:
- SC Theux - na acht seizoenen terug in tweede nationale.
- Excelsior SC de Bruxelles - na vijf seizoenen terug in tweede nationale.
- Courtrai Sport - na twee seizoenen terug in tweede nationale.
- Boom FC - na twee seizoenen terug in tweede nationale.

Volgende vier clubs maakten hun debuut in tweede nationale:
- FC Sérésien
- SC Charleroi
- SV Audenaerde
- Jeunesse Arlonaise

## Deelnemende teams
De 28 ploegen werden over twee reeksen van 14 verdeeld:

### Bevordering reeks A
Deze ploegen speelden in het seizoen 1924-25 in Bevordering reeks A. De nummers komen overeen met de plaats in de eindrangschikking:
| Club                      | Plaats        |    |
| ------------------------- | ------------- | -- |
| Tilleur FC                | Saint-Nicolas | 1  |
| RC Malines                | Mechelen      | 2  |
| RFC Liégeois              | Luik          | 3  |
| Oude God Sport            | Mortsel       | 4  |
| AS Herstalienne           | Herstal       | 5  |
| Stade Louvaniste          | Leuven        | 6  |
| TSV Lyra                  | Lier          | 7  |
| FC Sérésien               | Seraing       | 8  |
| AS Ostendaise             | Oostende      | 9  |
| Excelsior SC de Bruxelles | Brussel       | 10 |
| SC Charleroi              | Charleroi     | 11 |
| Excelsior FC Hasselt      | Hasselt       | 12 |
| Racing FC Montegnée       | Saint-Nicolas | 13 |
| SV Audenaerde             | Oudenaarde    | 14 |

| 1 2 3 4 5 6 7 8 9 10 11 12 13 14 Geografische verspreiding clubs |

### Bevordering reeks B
Deze ploegen speelden in het seizoen 1924-25 in Bevordering reeks B. De nummers komen overeen met de plaats in de eindrangschikking:
| Club                       | Plaats       | #  |
| -------------------------- | ------------ | -- |
| CS Verviétois              | Verviers     | 1  |
| Liersche SK                | Lier         | 2  |
| Sint-Ignatius SC Antwerpen | Antwerpen    | 3  |
| Uccle Sport                | Ukkel        | 4  |
| CS La Forestoise           | Vorst        | 5  |
| R. Léopold Club            | Ukkel        | 6  |
| Courtrai Sport             | Kortrijk     | 7  |
| Boom FC                    | Boom         | 8  |
| AS Renaisienne             | Ronse        | 9  |
| SR Dolhain FC              | Limburg      | 10 |
| SC Theux                   | Theux        | 11 |
| SV Blankenberghe           | Blankenberge | 12 |
| FC Bressoux                | Luik         | 13 |
| Jeunesse Arlonaise         | Aarlen       | 14 |

| 1 2 3 4 5 6 7 8 9 10 11 12 13 14 Geografische verspreiding clubs |

## Eindstand Bevordering

### Reeks A
|    |    |                           | P  | W  | G | V  | +  | -  | DS  | Ptn |
| -- | -- | ------------------------- | -- | -- | - | -- | -- | -- | --- | --- |
| K  | 1  | Tilleur FC                | 26 | 20 | 4 | 2  | 84 | 27 | 57  | 44  |
| TM | 2  | RC Malines                | 26 | 19 | 4 | 3  | 84 | 28 | 56  | 42  |
|    | 3  | RFC Liégeois              | 26 | 17 | 7 | 2  | 58 | 15 | 43  | 41  |
|    | 4  | Oude God Sport            | 26 | 12 | 6 | 8  | 32 | 28 | 4   | 30  |
|    | 5  | AS Herstalienne           | 26 | 10 | 7 | 9  | 38 | 39 | -1  | 27  |
|    | 6  | TSV Lyra                  | 26 | 9  | 6 | 11 | 27 | 31 | -4  | 24  |
|    | 7  | Stade Louvaniste          | 26 | 10 | 4 | 12 | 35 | 39 | -4  | 24  |
|    | 8  | FC Sérésien               | 26 | 9  | 6 | 11 | 38 | 48 | -10 | 24  |
|    | 9  | AS Ostendaise             | 26 | 8  | 7 | 11 | 43 | 59 | -16 | 23  |
|    | 10 | Excelsior SC de Bruxelles | 26 | 7  | 6 | 13 | 37 | 54 | -17 | 20  |
| D  | 11 | Charleroi SC              | 26 | 6  | 7 | 13 | 30 | 40 | -10 | 19  |
| D  | 12 | Excelsior FC Hasselt      | 26 | 7  | 5 | 14 | 40 | 68 | -28 | 19  |
| D  | 13 | Racing FC Montegnée       | 26 | 7  | 4 | 15 | 33 | 48 | -15 | 18  |
| D  | 14 | SV Audenaerde             | 26 | 3  | 3 | 20 | 22 | 77 | -55 | 9   |

P: wedstrijden gespeeld, W: wedstrijden gewonnen, G: gelijke spelen, V: wedstrijden verloren, +: gescoorde doelpunten, -: doelpunten tegen, DS: doelsaldo, Ptn: totaal punten
 K: kampioen en promotie, TM: testwedstrijd voor promotie, D: degradatie

### Reeks B
|    |    |                            | P  | W  | G  | V  | +  | -  | DS  | Ptn |
| -- | -- | -------------------------- | -- | -- | -- | -- | -- | -- | --- | --- |
| K  | 1  | CS Verviétois              | 26 | 13 | 10 | 3  | 49 | 19 | 30  | 36  |
| TM | 2  | Liersche SK                | 26 | 13 | 9  | 4  | 50 | 28 | 22  | 35  |
|    | 3  | Sint-Ignatius SC Antwerpen | 26 | 13 | 8  | 5  | 48 | 34 | 14  | 34  |
|    | 4  | Uccle Sport                | 26 | 13 | 6  | 7  | 61 | 40 | 21  | 32  |
|    | 5  | CS La Forestoise           | 26 | 11 | 7  | 8  | 59 | 45 | 14  | 29  |
|    | 6  | Léopold Club               | 26 | 11 | 6  | 9  | 45 | 46 | -1  | 28  |
|    | 7  | Courtrai Sport             | 26 | 10 | 7  | 9  | 50 | 43 | 7   | 27  |
|    | 8  | Boom FC                    | 26 | 11 | 4  | 11 | 65 | 47 | 18  | 26  |
|    | 9  | AS Renaisienne             | 26 | 8  | 8  | 10 | 46 | 39 | 7   | 24  |
|    | 10 | SR Dolhain FC              | 26 | 7  | 9  | 10 | 40 | 47 | -7  | 23  |
| D  | 11 | SC Theux                   | 26 | 8  | 5  | 13 | 43 | 61 | -18 | 21  |
| D  | 12 | SV Blankenberghe           | 26 | 7  | 7  | 12 | 39 | 62 | -23 | 21  |
| D  | 13 | FC Bressoux                | 26 | 6  | 8  | 12 | 41 | 59 | -18 | 20  |
| D  | 14 | Jeunesse Arlonaise         | 26 | 2  | 4  | 20 | 19 | 85 | -66 | 8   |

P: wedstrijden gespeeld, W: wedstrijden gewonnen, G: gelijke spelen, V: wedstrijden verloren, +: gescoorde doelpunten, -: doelpunten tegen, DS: doelsaldo, Ptn: totaal punten
 K: kampioen en promotie, TM: testwedstrijd voor promotie, D: degradatie

## Promoverende teams
Testwedstrijden voor promotie
Naast de winnaars van de twee reeksen, promoveerde ook de winnaar van een testwedstrijd tussen de twee ploegen die tweede werden. RC Malines versloeg hierin Liersche SK.
Deze teams promoveerden naar Ere Afdeling op het eind van het seizoen:
- Tilleur FC (kampioen reeks A) promoveert voor het eerst naar de Ere Afdeling, na 11 seizoenen in Bevordering.
- CS Verviétois (kampioen reeks B) promoveert na 1 seizoen terug naar de Ere Afdeling.
- RC Malines (winnaar testwedstrijden) promoveert na 1 seizoen terug naar Ere Afdeling.

## Degraderende teams
De laatste 4 ploegen van elke reeks degradeerden naar de regionale afdelingen.  Volgende acht ploegen degradeerden, waarvan vier na één seizoen :
- Charleroi SC (11e reeks A)
- Excelsior FC Hasselt (12e reeks A) degradeert na vier seizoenen in Bevordering.
- Racing FC Montegnée (voorlaatste reeks A) degradeert na twee seizoenen in Bevordering.
- SV Audenaerde (laatste reeks A)
- SC Theux (11e reeks B)
- SV Blankenberghe (12e reeks B) degradeert na twee seizoenen in Bevordering.
- FC Bressoux (voorlaatste reeks B) degradeert na negen seizoenen in Bevordering.
- Jeunesse Arlonaise (laatste reeks B)